# Wiarus Polski
Wiarus Polski est un journal en langue polonaise créé à Bochum en Allemagne en 1890 puis déplacé dans les années 1920 dans le bassin minier du Nord-Pas-de-Calais en France avec les mineurs westphaliens. Il disparaît en 1944.

## Histoire
Le journal est créé à Bochum par l'abbé Franciszek Liss, qui en 1894 va revendre le titre à Jan Brejski. Ce dernier souhaite fédérer le sentiment de fierté culturelle chez les mineurs westphaliens venus de Pologne dans les années 1890. Puis, il a des ambitions sociales et crée en 1902 avec son frère Anton « l'Union professionnelle polonaise » pour les mineurs de la Ruhr.
Michał Franciszek Kwiatkowski, l'un des journalistes de ce titre, va ensuite créer son propre journal en 1909 à Herne, qui lui aussi va déménager en France dans les années 1920. Les deux titres auront un grand succès dans le bassin minier du Nord-Pas-de-Calais, avec une diffusion supérieure à ce qu'elle était en Allemagne en 1913, quand  Wiarus Polski tirait à 10 000 exemplaires et Narodowiec à 6 000. 
Le 1er juillet 1924 sort le premier numéro de Wiarus Polski en France, imprimé à Lille par Le Grand Écho du Nord. Dès 1926-1928, Wiarus Polski tire à 10 000 exemplaires et il est même dépassé par son rival plus jeune Narodowiec, qui a 15 000 lecteurs. Tous deux ont fortement progressé en France. Le lectorat cumulé des deux journaux est estimé à 100 000 personnes.